# Polypedates hecticus
Polypedates hecticus är en groddjursart som beskrevs av Peters 1863. Polypedates hecticus ingår i släktet Polypedates och familjen trädgrodor. IUCN kategoriserar arten globalt som otillräckligt studerad. Inga underarter finns listade i Catalogue of Life.